# Forêt ancienne de la Rivière-Rocheuse
Pour les articles homonymes, voir Rivière Rocheuse.
La forêt ancienne de la Rivière-Rocheuse est un écosystème forestier exceptionnel du Québec (Canada) située dans la municipalité de Saint-Marcel. 
Cette forêt de 46,33 hectares a pour mission de protéger une pessière noire à sapin et sphaignes n'ayant subi aucune perturbation majeure.

## Histoire
Le site a été désigné écosystème forestier exceptionnel en 2019.

## Toponymie
La forêt ancienne de la Rivière-Rocheuse reprends le toponyme de la rivière Rocheuse qui coule à proximité. L'origine du nom Rocheuse est quant à elle inconnue auprès de la Commission de toponymie, par contre il est en utilisation depuis au moins 1923.

## Flore
La presque totalité du couvert forestier de la forêt est consituée d'épinettes noires. Certaines tiges dominantes atteignent l'âge de 195 ans. Une forte présence de sapin baumier peut également être observée dans les étages inférieurs au couvert arborescent. Le thuya occidental se retrouve également dans quelques îlots.
Dans le sous-bois de l'écosystème, on retrouve notamment la némopanthe mucroné, le maïanthème du Canada et le quatre-temps bien que la quasi-totalité du parterre est occupée par des sphaignes.